# Râul Băsești
Râul Băsești este un curs de apă, afluent al râului Sălaj. 